# James de Coquet
James de Coquet, né le 16 juillet 1898 à Bordeaux et mort le 1er mars 1988 à Neuilly-sur-Seine, est un critique dramatique et critique gastronomique français, ainsi qu'un chroniqueur parisien.

## Biographie
Il entre au journal Le Figaro en 1921, où devenu grand reporter, son métier l'oblige à fréquenter les restaurants des pays où il est envoyé. Au retour de ses voyages, il commence à écrire chaque semaine pour Le Figaro des « Propos de table » constitués de propos d'humeur et d'humour aux titres souvent amusants, tels que « Un dîner chez Godefroi de Bouillon », « Saucisson et fromage chez les Choufleuri »,« "Philosophie de la purée de fèves », « La bouillabaisse et son univers mystique », etc.
En 1924, il donne des articles pour l'hebdomadaire Illusions fondé par Pierre Lazareff, mais qui ne comptera que trois numéros.
En décembre 1939, il part sur le front de Finlande comme correspondant de guerre. Il est à nouveau correspondant de guerre en 1945.  
Toujours sous le titre Propos de table, il assure dans les années 80 une rubrique gastronomique dans le Figaro-Magazine.

## Carrière
- Correspondant de guerre au Figaro
- Chroniqueur politique sur RTL
- Chroniqueur gastronomique au Figaro
- Membre du jury du prix Albert-Londres jusqu'en 1971, il le préside à partir de 1972.

## Publications
- Le procès de Riom, Paris, librairie Arthème Fayard, 1945, 296 p.
- Nous sommes les Occupants, Paris, librairie Arthème Fayard, 1945, 210 p.